# Wolf Dietrich von Maxlrain
Wolf Dietrich von Maxlrain, Reichsfreiherr von Waldeck (* 1523 oder 1524; † 21. April 1586) war ein bayerischer Politiker und Inhaber der reichsunmittelbaren Herrschaft Hohenwaldeck aus dem Geschlecht der Maxlrainer.

## Frühes Leben
Als zweiter Sohn des Reichsherrn von Waldeck, Wolfgang von Maxlrain und seiner Gemahlin Anna von Frundsberg geboren, war er zunächst für den geistlichen Stand bestimmt. Nach dem frühen Tod des älteren Bruders wurde Wolf Dietrich zur Vorbereitung für seine künftige Rolle als Inhaber der Herrschaft zum Studium an die Universität Ingolstadt geschickt. Danach trat er in die Dienste des bayerischen Herzogs und erhielt hohe Ämter in Burghausen und Ried im Innkreis.

## Glauben
Wolf Dietrich von Maxlrain war bereits früh mit den Lehren Martin Luthers in Berührung gekommen. Seine Mutter Anna war, wie ihr Vater Georg von Frundsberg, eine der frühen Anhängerinnen der Reformation. Wolf Dietrichs Vater Wolfgang von Maxlrain bekannte sich zwar nicht öffentlich zum neuen Glauben, sympathisierte aber offensichtlich mit ihm. Im unter Vermittlung des Salzburger Erzbischofs Michael von Kuenburg 1559 ausgehandelten so genannten Salzburger Vertrag erkannte Bayern endgültig die Unabhängigkeit Waldecks an, ließ aber in Hinblick auf die konfessionell schwankende Haltung in der Familie Maxlrain den Passus einfügen, dass eine Religionsänderung in der Herrschaft nicht geduldet werden würde.

## Regierungszeit
Nach dem Tod seines Vaters im Jahre 1561 übernahm Wolf Dietrich die Regierung der Herrschaft Waldeck. Schon damals bekannte sich Wolf Dietrich zur Lehre Luthers und wurde daher im Folgejahr von Herzog Albrecht V. seiner bayerischen Ämter enthoben. Wolf Dietrich gehörte neben Joachim von Ortenburg und Pankraz von Freyberg zu den Führern der so genannten Konfessionalisten, der protestantischen Opposition bayerischer Adeliger gegen den Herzog. 1563 erklärte diese Gruppe öffentlich und provokativ ihren Übertritt zum Protestantismus. Herzog Albrecht V. ging streng gegen diese Opposition vor, konnte aber die durch ihre Reichstandschaft besonders geschützten Adeligen wie die Ortenburger und die Maxlrainer zunächst nicht dauerhaft bezwingen. Ging Wolf Dietrich in den folgenden Jahren daher vorsichtiger vor, so galt Waldeck doch bald als protestantische Enklave im ansonsten weitgehend katholischen Südbayern. Protestantische Geistliche waren angeworben worden und Gläubige aus den Waldeck benachbarten Gebieten kamen zu den Gottesdiensten nach Miesbach. Mit dem Regierungsantritt Herzog Wilhelms V. von Bayern begannen sich die Fronten wieder zu verhärten. Zusammen mit dem Freisinger Fürstbischof Ernst, einem Bruder des Herzogs, begann unter Berufung auf den Salzburger Vertrag von 1559 ein diplomatischer Kleinkrieg. Dieser gipfelte zuletzt im Jahre 1583 in einer Handelssperre, die Hans Kaspar von Pienzenau, ein Enkel Kaspar Winzerers durchführte. Die Grenzen der Herrschaft Waldeck wurden abgeriegelt, bis sich Wolf Dietrich beugen würde. Unter diesem ungeheuren Druck musste Wolf Dietrich schließlich einer Rekatholisierung Waldecks zustimmen. Er stellte es seinen Untertanen allerdings frei auszuwandern, was beträchtliche Teile der Bevölkerung taten, die beispielsweise nach Regensburg oder nach Tirol gingen. Man besiegelte das Ende der Auseinandersetzungen 1584 mit der Verlegung des Pfarrsitzes von Parsberg nach Miesbach. Lediglich Wolf Dietrich und seine Familie durften ihrem Glauben treu bleiben, waren sie doch durch ihre Reichstandschaft geschützt.
Wiguleus Hund überliefert, dass Wolf Dietrich durch diese Niederlage persönlich stark mitgenommen war. Er soll bei seinen Untertanen ein beliebter Herr gewesen sein, was sich auch während der konfessionellen Auseinandersetzungen gezeigt hatte.
Nach seinem Tode wurde Wolf Dietrich in der Maxlrainergruft der Miesbacher Pfarrkirche beigesetzt.

## Familie
Wolf Dietrich von Maxlrain war seit 1543 mit Veronika von Pienzenau verheiratet. Als Mitgift brachte sie das Stammschloss Pienzenau in die Ehe ein, das unweit nördlich von Miesbach bei Großpienzenau lag. Der Ehe entsprangen sechs Kinder, darunter die Söhne Ludwig († 1608) und Georg († 1635), die ebenfalls die Reichsherrschaft Waldeck innehatten. Nach Familientradition folgte Wolf Dietrich aber zunächst sein jüngerer Bruder Wolf Wilhelm nach.